# Antiblemma priscilla
Antiblemma priscilla är en fjärilsart som beskrevs av Heinrich Benno Möschler 1890. Antiblemma priscilla ingår i släktet Antiblemma och familjen nattflyn. Inga underarter finns listade i Catalogue of Life.